# السياسة في مصر

شعار جمهورية مصر العربية

سياسات مصر تتم في إطار نظام جمهوري رئاسي، حيث أن الرئيس المصري فعليا هو رئيس الدولة ويساعده رئيس الحكومة، مع وجود نظام أحزاب معارضة.

## رؤساء مصر
تعتبر مصر دولة جمهورية منذ 18 يونيو 1953. قامت حركة الضباط الأحرار بانقلاب على الملك فاروق الأول في 23 يوليو 1952 وتعيين إبنه الرضيع ملكا علي البلاد وتم بعدها نفي العائلة المالكة من مصر. كان الانقلاب والذي عرف لاحقا باسم ثورة يوليو 1952 بقيادة لواء أركان حرب محمد نجيب الذي كان قد عينه الملك وزيرا للحربية في عهده. وانتخب من مجلس الضباط الأحرار رئيسا للجمهورية وأصبح محمد نجيب أول رئيس لجمهورية مصر في 18 يونيو 1953.
وبعدها الرئيس الراحل جمال عبد الناصر ويليه الرئيس الراحل محمد أنور السادات ويليه الرئيس صوفي أبو طالب والذي خدم كرئيس مؤقت للجمهورية لمدة 8 أيام بعد اغتيال الرئيس أنور السادات، ثم الرئيس محمد حسني مبارك حتى كلف المجلس الأعلى للقوات المسلحة بإدارة شئون البلاد في الحادي عشر من فبراير 2011 بعد أن أجبرته ثورة 25 يناير 2011 على تسليم السلطة للمجلس العسكري. وتسلم الرئيس محمد مرسي رئاسة الجمهورية بعد انتخابات رئاسية أجريت في شهر يونيو 2012، و بعد مظاهرات 30 يونيو 2013 وما تلاها من انقلاب عسكري تم تسمية المستشار عدلي منصور رئيسا مؤقتا للبلاد، ثم تسلم عبد الفتاح السيسي رئاسة الجمهورية بعد انتخابات رئاسية أجريت في 2014.

## الدستور
هو دستور ديمقراطي شامل تم الموافقة على الدستور المصري في استفتاءعام 1970، وعدّل أعوام 1980 و2005 و2007 و2011 بعد الاستفتاء الذي أقامه المجلس العسكري لتعديل الدستور، حيث كلف المجلس الرئاسى العسكري لجنة للقيام ببعض التعديلات الدستورية وتم عرضها للاستفتاء على الشعب في 19 مارس 2011، وقد وافق الشعب المصري في الاستفتاء الذي اقيم في يوم 19 مارس 2011 علي تعديلات دستور 1971المعطل والتي تحت اشراف قضائي كامل، وقد أصدر المجلس الرئاسى العسكري في يوم 30 مارس 2011 إعلاناً دستوريا من 63 مادة مشتملاً على أغلب التعديلات التي تم اقرارها في استفتاء 19 مارس، وما زال بمصر جدل اليوم ما بين هل الأوفق إجراء الانتخابات البرلمانية أولا حسب استفتاء تعديلات دستور 1971، والتي سقطت بسقوط دستور 1971 عندما عدل المجلس الرئاسى العسكري عن تعديل دستور 1971 وألغاه نهائيا، وأصدر بدلا منه إعلان دستوري مؤقت من طرفه، الدستور المعمول به حاليا في البلاد هو دستور 30 نوفمبر 2012 الذي أثار جدلاً واسعاً، وقد تم الاستفتاء على الدستور واعتمد بعد التصويت بنسبة 63.8% بنعم.
بعد قيام مظاهرات 30 يونيو 2013 وما تلاها من انقلاب عسكري تم تعطيل العمل بدستور 2012، وشُكلت لجنة من 10 خبراء قانونيين لتعديل دستور 2012. أنهت لجنة العشرة عملها في 20 أغسطس 2013. وفي المرحلة الثانية أجريت تعديلات قامت بها لجنة الخمسين والمكونة من 50 شخصًا تم اختيارهم وأُعلنت أسمائهم في 1 سبتمبر 2013. واختير عمرو موسى رئيسًا للجنة الخمسين في 8 سبتمبر 2013. تضمنت المسودة النهائية للدستور عدة أمور مستحدثة منها منع إنشاء الأحزاب على أساس ديني. وقُدمت المسودة النهائية للرئيس المؤقت عدلي منصور في 3 ديسمبر 2013، لتعرض على الشعب المصري للاستفتاء عليها يومي 14 و 15 يناير 2014، وقد شارك في الاستفتاء 38.6% من المسموح لهم بالتصويت، وأيد الدستور منهم 98.1% بينما رفضه 1.9% وذلك وفقًا للجنة المنظمة للاستفتاء.

## السلطة التنفيذية
ممثلي مكاتب الحكومة الرئيسية
| المنصب       | الاسم             | الحزب               | منذ    |
| ------------ | ----------------- | ------------------- | ------ |
| رئيس الدولة  | عبد الفتاح السيسي | لا ينتمي إلي أي حزب | 2014 - |
| رئيس الوزراء | مصطفى مدبولي      | لا ينتمي إلي أي حزب | 2018 - |

هي السلطة التي تنفذ واجبتها ومنها مؤسسة الرئاسة التي يترأسها عبد الفتاح السيسي حاليا وهو ينظم السياسات الخارجية بينما ينظم رئيس الوزراء الحياة اليومية والاقتصادية للشعب.
كما تتمثل السلطة التنفيذية في الحكومة، أو مجلس الوزراء برئاسة الدكتور مصطفى مدبولي، تتكون الحكومة من 30 وزيرا، تمارس الحكومة مهام متعلقة بتوجيه أعمال الوزارات، وإعداد مشروعات القوانين ومتابعة تنفيذها، وإعداد مشروع الخطة العامة للدولة.

## السلطة التشريعية
يتكون من مجلس النواب، ، مقر المجلس هو القاهرة، ويجوز أن تعقد الجلسة في مكان آخر بناء على طلب رئيس الجمهورية، أو ثلث أعضاء المجلس، يتكون مجلس النواب من 450 عضوا ومدة العضوية خمس سنوات ميلادية، وللمجلس رئيس ووكيلان.

### مجلس النواب
مجلس النواب المصري - مجلس الشعب سابقا، يتكون من 444 عضوا ينتخبون بالاقتراع العام السري المباشر، لا يحق لرئيس الجمهورية أن يحل مجلس النواب إلا بعد قرار مسبب أو بعد استفتاء الشعب، كما يجوز لمجلس النواب سحب الثقة من الحكومة أو أحد أعضائها، ومن مهام المجلس:
1. يتولى سلطة التشريع.
2. إقرار السياسة العامة للدولة.
3. إقرار الموازنة العامة للدولة.
4. الرقابة على السلطة التنفيذية....
5. إعداد الخطة العامة للتنمية الاقتصادية والاجتماعية.
6. سحب الثقة عن الحكومة وعليه في حال كان سحب الثقة موافقا بأغلبية النواب، وجب على الحكومة تقديم أستقالتها.
7. منح المعاشات والتعويضات والمرتّبات والمكافئات.
8. إعطاء الإذن للسلطة التنفيذية للحصول على تمويل أو اقتراض.
9. فحص نشاط إحدى الجهات الإدارية، أو الهيئات أو المشاريع العامة.
10. يتولى رئيس مجلس النواب رئاسة الجمهورية بصفة مؤقتة في حال مرض أو غياب أو وفاة رئيس الجمهورية على أن يتولى أكبر الوكيلين سناً رئاسة المجلس.

و كل ما سبق يكون على النحو المبين في الدستور.

### مجلس الشيوخ
كان معروفًا سابقًا بمجلس الشورى، وقد ألغي في دستور 2014، ولكن عاد عام 2020 تحت اسم مجلس الشيوخ.

## السلطة القضائية
السلطة القضائية مستقلة، ويرأس مجلس القضاء الأعلى السيد رئيس محكمة النقض وهي أعلى جهة قضائية في مصر ويتم تعينه من قبل السيد رئيس الجمهورية، أما مجلس الدولة فيختص بالفصل في كافة المنازعات الإدارية ويتولى الدعاوى والطعون التأديبية، وبخصوص المحكمة الدستورية العليا يرأسها ماهر البحيري, وتختص بالفصل في دستورية القوانين واللوائح، أما النيابة العامة فهي تتولى تحقيق ومباشرة الدعاوى الجنائية ويتم تعيين النائب العام بقرار من رئيس الجمهورية، بناءً على اختيار مجلس القضاء الأعلى ولمدة 4 سنوات أو حتى بلوغه سن التقاعد أيهما أقرب.

## الأحزاب السياسية والانتخابات
هناك أحزاب كثيرة معارضة منها الكبير والصغير ولعل أشهرها حزب الحرية والعدالة و(حزب النور) حزب الوفد وحزب الدستور وحزب الوطن[ ؟ ] وحركة كفاية وحزب المصريين الأحرار وحزب مصر القوية وقد تشكل أكبر تكتل سياسي معارض عقب الإعلان الدستوري المكمل وهو جبهة الإنقاذ الوطني[ ؟ ].
دخلت مصر في بدايات عام 2007، موجة جديدة من موجات التجذير السياسي، نتج عنها تكوين العديد من التجمعات السياسية، كان أبرزها الجمعية الوطنية للتغيير، التي بلورت أهدافها حول المطالبة بالحريات السياسية والديمقراطية، كإلغاء حالة الطوارئ وإحداث تعديلات دستورية تضمن نزاهة العملية الانتخابية ورفض سلطة الحزب الواحد.
وعندما عليت هذه الموجة، كانت مصر تشهد بالفعل موجة أخرى من الحراك الاجتماعي والاقتصادي، قادها فئات مختلفة من الجماهير، كالعمال والموظفين والفلاحين والصيادين والمعلمين وأساتذة الجامعات وغيرهم. تبلورت مطالب هؤلاء خلال السنوات (2007 - 2010)، في العدالة وتحسين ظروف المعيشة ونتيجة لهذه الظروف نشأت ثورة الخامس والعشرين من يناير وتمخّض عنها إجبار الرئيس المصري المخلوع محمد حسني مبارك على ترك منصب رئيس الجمهورية، وتكليف المجلس الأعلى للقوات المسلحة بإدارة شئوون البلاد.

### الانتخابات الرئاسية
ينتخب الرئيس المصري لمدة 6 سنوات ميلادية، ولا يجوز له شغل أي منصب حزبي طوال هذه المدة، ويشترط لمن ترشح لرئاسة الجمهورية أن يكون:
1. مصرياً من أبوين مصريين.
2. أن لا يكون قد حمل جنسية دولة أخرى.
3. أن يكون متمتعا بحقوقه السياسية والمدنية.
4. أن لا يكون متزوجا من غير مصري.
5. أن لا يقل سنه عند فتح باب الترشح عن 40 سنة.

وينتخب الرئيس المصري عن طريق الاقتراع العام السري المباشر، وذلك بالأغلبية المطلقة لعدد الأصوات الصحيحة، يتولى رئيس الجمهورية سلطاته بواسطة رئيس مجلس الوزراء، والوزراء، عدا ما يتصل منها بالدفاع والأمن القومي والسياسة الخارجية، ويجوز لرئيس الجمهورية أن يفوّض بعض سلطاته لرئيس مجلس الوزراء أو نوابه أو للمحافظين، وذلك على النحو الذي يحدده القانون.

### الانتخابات التشريعية
هي انتخابات لمجلسي النواب (الشعب سابقا) والشيوخ (الشورى سابقا).

## وصلات خارجية
- بوابة الحكومة المصرية.
- النظام الانتخابي في مصر، الجزيرة نت، 5 نوفمبر 2005.
- دستور مصر